# Tik Tok
TiK ToK ist ein Lied der Popsängerin Kesha Rose Sebert (damals Ke$ha) aus ihrem Debütalbum Animal und zugleich die Debütsingle der Künstlerin. Der Song wurde am 7. August 2009 veröffentlicht.

## Hintergrund
Der Popsong mit Rapelementen wurde von Benny Blanco und Dr. Luke produziert und von Blanco, Dr. Luke und Ke$ha gemeinsam geschrieben. Er wurde am 7. August 2009 veröffentlicht. Das Lied handelt davon, sich nicht unterkriegen zu lassen. Es wurde nach einer Party-Nacht Ke$has geschrieben. Das Stück wird in den Strophen gerappt und im Refrain gesungen. Beim Gesang wurde zum Teil mit Auto-Tune-Effekten nachgeholfen. P. Diddy übernahm einige Ad-libs.

## Rezeption

Tik Tok wurde oft mit Lady Gagas (Bild) Debütsingle Just Dance verglichen

Tik Tok erhielt gemischte Kritiken. Einige Kritiker lobten die Party-Atmosphäre, die das Lied verbreite, andere kritisierten die Ähnlichkeit zu Lady Gaga oder Uffie. Die New York Times bezeichnete es als einen der erfolgreichsten white-girl rap songs aller Zeiten. Das Lied toppte die Charts in elf Ländern, darunter die USA, Deutschland, die Schweiz und Österreich. Das Lied verkaufte sich allein fünf Millionen Mal als Download in den USA. Es gilt mit 12,8 Millionen Kopien als die digital weltweit bestverkaufte Single 2010.
Kelsey Paine vom Magazin Billboard bezeichnete das Lied als „a love letter to DJs everywhere, with hand claps that build to a crescendo of pure, infectious dance-pop“. Paine bezog dabei Referenz auf Ke$has Gesangsauftritt bei Right Round und schrieb „she offers her own fun and frivolous ode to a wild night out, as she sings about drinking and men“. Als Fazit zu ihrer Kritik schrieb Kelsey „TiK ToK reveals a knack for getting the party started.“ Jim Farber von der Daily News bezeichnete das Lied als „a vintage lick of dance candy too tooth-rottingly sweet to resist, that featured a stabbing synthesizer hook“. Fraser McAlpine von der BBC gab dem Lied vier von möglichen fünf Sternen und nannte das Lied „dirty little ditty“. McAlpine verglich das Lied auch mit Lady Gagas Just Dance, da beide Lieder von einer „aufregenden Party-Nacht“ handeln. Billy Johnson, Jr. von Yahoo! verglich Tik Tok mit den 80er L’Trimm Hit Cars that Go Boom und sagte Ke$ha „take[n] on L’Trimms vocal styling for her own hit“.
Nick Levine von Digital Spy gab dem Lied vier von fünf Sternen, er bezeichnete Ke$ha als „hussy image“, aber lobte das Lied und seinen Inhalt. Levine beschrieb Dr. Lukes Produktion als „bouncy“ und „bubblegummy“. Den Chorus des Liedes lobte Levine mit den Worten „stonking great“ und „completely trashy in the best possible way“. David Jeffries von Allmusic nannte das Lied „fun“ und bezeichnete es als einen der besten Lieder des Albums.
Jonah Weiner vom Magazin Slate kritisierte das Lied und schrieb „the song sets up ship on the fault line between charmingly daft and deeply irritating“. Er verglich das Lied anschließend mit anderen Künstlern „the rapped verses are sub-Fergie-grade, proudly stuffed with groaners and to-hell-with-the-expiration-date slang“. Weiner bezeichnete das Lied als Fortsetzung von Just Dance und führte fort „girl wakes up drunk, stays drunk, finds a dance floor and (spoiler alert) gets even drunker“. Jon Caramanica von der The New York Times sagte zum Lied „if anyone should feel fleeced by Tik Tok, though, it’s Lady Gaga, who probably hears significant chunks of her hit Just Dance in its melody and subject matter.“
Heutzutage gilt der Song als ikonisch und ist in vielen Zusammenschnitten der besten Lieder der 2010er Jahre enthalten. Mit über 18 Millionen verkauften digitalen Kopien weltweit, mehrfachen Gold- und Platinauszeichnungen und höchsten Chartplatzierungen ist "Tik Tok" ein Paradebeispiel für den Einfluss von Elektropop und Dance-Pop in dieser Ära.

## Coverversion
Die britische Band The Midnight Beast parodierte das Lied mit einem Unsinnstext. Es wurde im Internet über 17 Millionen Mal abgerufen. Die Coverversion bezeichnete Ke$ha auf ihrem Twitter-Account als: „Holy. S**t. This is better than my version.“ Am 15. Januar 2010 wurde die Coverversion auf iTunes veröffentlicht. In Australien erreichte sie Platz 4.
Die Komikerin Julie Brown parodierte das Lied mit ihrer Single Another Drunk Chick auf ihrem Album Smell the Glamour (2011). Avril Lavigne sang eine Akustik-Version des Liedes auf einer BBCsRadio-1-Session.
Die Israel Defense Forces parodierten Tik Tok ebenfalls unter dem Titel IDF Tik Tok im Jahr 2010. Im Internet veröffentlichten sie dazu ein Video, in dem die israelischen Soldaten zu ihrer Parodie tanzen. Tik Tok wurde auch für eine Eröffnungs-Sequenz der Serie The Simpsons für die Episode Nedtropolis genutzt, in der die Charaktere Tik Tok singen.
Die Darsteller der Musical-Serie Glee sangen Tik Tok in der Episode Blame It on the Alcohol, mit Heather Morris als Hauptsängerin. Todd VanDerWerff vom The A.V. Club schrieb, dass die Nutzung des Liedes in der Serie nicht gerade originell sei; man habe unbedingt ein Kesha-Lied in ihrer Serie Glee haben wollen. Jedoch schrieb VanDerWerff „REALLY liked Heather Morris Rendition of the song.“ Sandra Gonzalez von der Entertainment Weekly lobte auch Heather Morris’ Performance mit Tik Tok. Erica Futterman vom Magazin Rolling Stone lobte ebenfalls Morris’ Coverversion von Tik Tok.
2014 veröffentlichten The Silverettes eine Rockabilly-Version des Songs auf ihrem Album The Real Rock'n'Roll Chicks. Ella Endlich sang das Lied in der ersten Sendung der sechsten Staffel von The Masked Singer.

## Kommerzieller Erfolg

### Chartplatzierungen

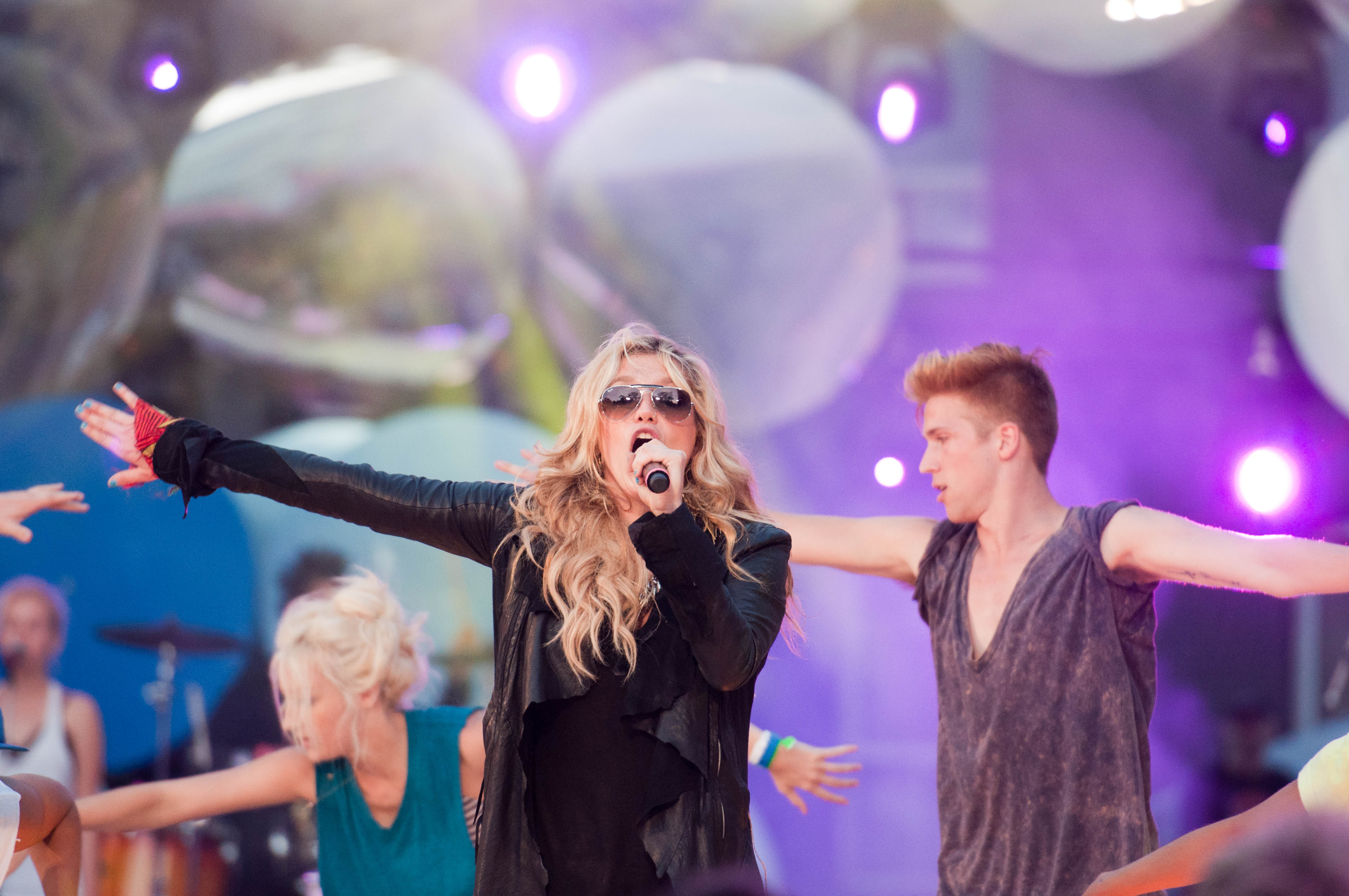
Kesha singt Tik Tok bei den Much Music Video Awards (2010)

In den Vereinigten Staaten debütierte Tik Tok am 24. Oktober 2009 auf Platz 79 in den Billboard Hot 100. Das Lied wurde von Woche zu Woche erfolgreicher und schließlich der erste Nummer-eins-Hit des neuen Jahrzehnts. In der Woche zum 27. Dezember 2009 brach Tik Tok in den Vereinigten Staaten den Rekord für die meisten Downloadverkäufe einer Sängerin in einer Woche, mit 610.000 verkauften Downloads, zuvor hielt diesen Rekord Just Dance mit 419.000 verkauften Einheiten in einer Woche 2008. Am 6. Februar 2010 erreichte das Lied die Spitze der Billboard Pop Songs Charts, dabei gelang Tik Tok die meisten Radio-Einsätze in der Geschichte. Das Lied brach den Rekord von Lady Gagas Bad Romance. Das Lied verbrachte in den Billboard Hot 100 neun Wochen nacheinander auf Platz 1 und wurde später als das erfolgreichste Lied des Jahres 2010 auch in den US-amerikanischen Jahrescharts Platz 1.
| ChartsChartplatzierungen       | Höchstplatzierung | Wochen |
| ------------------------------ | ----------------- | ------ |
| Deutschland (GfK)              | 1 (49 Wo.)        | 49     |
| Österreich (Ö3)                | 1 (33 Wo.)        | 33     |
| Schweiz (IFPI)                 | 1 (40 Wo.)        | 40     |
| Vereinigte Staaten (Billboard) | 1 (38 Wo.)        | 38     |
| Vereinigtes Königreich (OCC)   | 4 (42 Wo.)        | 42     |

| ChartsJahrescharts (2009)    | Platzierung |
| ---------------------------- | ----------- |
| Vereinigtes Königreich (OCC) | 45          |

| ChartsJahrescharts (2010)      | Platzierung |
| ------------------------------ | ----------- |
| Deutschland (GfK)              | 10          |
| Österreich (Ö3)                | 3           |
| Schweiz (IFPI)                 | 6           |
| Vereinigte Staaten (Billboard) | 1           |
| Vereinigtes Königreich (OCC)   | 69          |

| ChartsJahrescharts (2010–2019) | Platzierung |
| ------------------------------ | ----------- |
| Vereinigte Staaten (Billboard) | 24          |

### Auszeichnungen für Musikverkäufe
Tik Tok wurde weltweit mit 3× Gold, 41 × Platin, sowie 1 × Diamant ausgezeichnet. Damit wurde die Single laut Auszeichnungen mehr als 18,1 Millionen Mal verkauft.
| Land/Region                  | Auszeichnungen für Musikverkäufe (Land/Region, Auszeichnung, Verkäufe) | Verkäufe   |
| ---------------------------- | ---------------------------------------------------------------------- | ---------- |
| Australien (ARIA)            | 9× Platin                                                              | 630.000    |
| Belgien (BRMA)               | Platin                                                                 | 30.000     |
| Dänemark (IFPI)              | 2× Platin                                                              | 180.000    |
| Deutschland (BVMI)           | 3× Platin                                                              | 900.000    |
| Finnland (IFPI)              | Gold                                                                   | 5.910      |
| Frankreich (SNEP)            | Gold                                                                   | 178.900    |
| Italien (FIMI)               | 2× Platin                                                              | 60.000     |
| Japan (RIAJ)                 | Platin (Digital) · + Gold (Mobile Downloads)                           | 300.000    |
| Kanada (MC)                  | 7× Platin · + Platin (Ringtone)                                        | 320.000    |
| Mexiko (AMPROFON)            | Platin                                                                 | 60.000     |
| Neuseeland (RMNZ)            | 5× Platin                                                              | 150.000    |
| Österreich (IFPI)            | Platin                                                                 | 30.000     |
| Schweden (IFPI)              | Platin                                                                 | 40.000     |
| Schweiz (IFPI)               | Platin                                                                 | 30.000     |
| Spanien (Promusicae)         | Platin                                                                 | 40.000     |
| Südkorea (KMCA)              | —                                                                      | 1.412.653  |
| Vereinigte Staaten (RIAA)    | 12× Platin                                                             | 12.000.000 |
| Vereinigtes Königreich (BPI) | 3× Platin                                                              | 1.800.000  |
| Insgesamt                    | 3× Gold · 41× Platin · 1× Diamant ·                                    | 18.167.463 |

Hauptartikel: Kesha/Auszeichnungen für Musikverkäufe